# Final da Liga dos Campeões da UEFA de 2017–18
A Final da Liga dos Campeões da UEFA de 2017–18 foi a 63ª edição da decisão da principal competição de clubes da Europa e a 26ª final desde que a competição deixou de ser chamada Copa dos Clubes Campeões Europeus e passou a chamar-se Liga dos Campeões da UEFA. Foi disputada em 26 de maio de 2018 no Estádio Olímpico de Kiev, em Kiev, Ucrânia.
O time campeão ganhou o direito de jogar a Supercopa da UEFA de 2018 contra a equipe vencedora da Liga Europa da UEFA de 2017–18. Ele também se qualificou para a Copa do Mundo de Clubes da FIFA de 2018 como representante da UEFA.
O show de abertura teve como participação principal a cantora inglesa Dua Lipa, que cantou algumas de suas músicas de maior sucesso, como "One Kiss", "IDGAF" e "New Rules".

## Local
O Estádio Olímpico de Kiev foi escolhido em 15 de setembro de 2016 em uma reunião do Comitê Executivo da UEFA em Atenas.

## Preparativos
O ex-futebolista ucraniano Andriy Shevchenko foi escolhido pela UEFA como embaixador da final.

## Caminho até a final
Nota: Em todos os resultados abaixo, os gols dos finalistas é dado primeiro (C: casa; F: fora).
| Pos. | Equipe            | Pts |
| ---- | ----------------- | --- |
| 1    | Tottenham         | 16  |
| 2    | Real Madrid       | 13  |
| 3    | Borussia Dortmund | 2   |
| 4    | APOEL             | 2   |

| Pos. | Equipe         | Pts |
| ---- | -------------- | --- |
| 1    | Liverpool      | 12  |
| 2    | Sevilla        | 9   |
| 3    | Spartak Moscou | 6   |
| 4    | Maribor        | 3   |

## Partida

### Detalhes
A equipe "mandante" (para fins administrativos) foi determinada em um sorteio extra realizado após o das semifinais, que foi realizado em 13 de abril de 2018 na sede da UEFA em Nyon, Suíça.
| 26 de maio de 2018 | Real Madrid                 | 3 – 1     | Liverpool | Estádio Olímpico, Kiev                     |
| 21:45 (UTC+3)      | Benzema 51' · Bale 64', 83' | Relatório | Mané 55'  | Público: 61 561 Árbitro: SRB Milorad Mažić |

| Real Madrid | Liverpool |

|                 |    |                   |  |     |
|                 |    |                   |  |     |
| G               | 1  | Keylor Navas      |  |     |
| LD              | 2  | Daniel Carvajal   |  | 36' |
| Z               | 5  | Raphaël Varane    |  |     |
| Z               | 4  | Sergio Ramos      |  |     |
| LE              | 12 | Marcelo           |  |     |
| V               | 14 | Casemiro          |  |     |
| M               | 8  | Toni Kroos        |  |     |
| M               | 10 | Luka Modrić       |  |     |
| M               | 22 | Isco              |  | 15' |
| A               | 9  | Karim Benzema     |  | 97' |
| A               | 7  | Cristiano Ronaldo |  |     |
| Reservas:       |    |                   |  |     |
| G               | 13 | Kiko Casilla      |  |     |
| A               | 11 | Gareth Bale       |  | 15' |
| M               | 20 | Marco Asensio     |  | 97' |
| Z               | 6  | Nacho Fernández   |  | 36' |
| LE              | 15 | Theo Hernández    |  |     |
| M               | 23 | Mateo Kovačić     |  |     |
| A               | 17 | Lucas Vázquez     |  |     |
| Treinador:      |    |                   |  |     |
| Zinédine Zidane |    |                   |  |     |

|              |    |                        |     |     |
|              |    |                        |     |     |
| G            | 1  | Loris Karius           |     |     |
| LD           | 66 | Trent Alexander-Arnold |     |     |
| Z            | 4  | Virgil van Dijk        |     |     |
| Z            | 6  | Dejan Lovren           |     |     |
| LE           | 26 | Andrew Robertson       |     |     |
| V            | 14 | Jordan Henderson       |     |     |
| M            | 5  | Georginio Wijnaldum    |     |     |
| M            | 7  | James Milner           |     | 82' |
| PD           | 11 | Mohamed Salah          |     | 30' |
| A            | 9  | Roberto Firmino        |     |     |
| PE           | 19 | Sadio Mané             | 81' |     |
| Reservas:    |    |                        |     |     |
| G            | 22 | Simon Mignolet         |     |     |
| M            | 20 | Adam Lallana 30'       |     |     |
| V            | 23 | Emre Can 82'           |     |     |
| LD           | 2  | Nathaniel Clyne        |     |     |
| Z            | 17 | Ragnar Klavan          |     |     |
| LE           | 18 | Alberto Moreno Pérez   |     |     |
| A            | 29 | Dominic Solanke        |     |     |
| Treinador:   |    |                        |     |     |
| Jürgen Klopp |    |                        |     |     |

| Regulamento - 90 minutos. - 30 minutos de prorrogação caso haja empate no tempo normal. - Persistindo o empate, o vencedor será decidido nas penalidades máximas. - Sete jogadores substitutos, mas apenas 3 podem ser usados. |